# Liste der Mitglieder der Deutschen Akademie der Naturforscher Leopoldina/1745
Die Liste der Mitglieder der Deutschen Akademie der Naturforscher Leopoldina für 1745 enthält alle Personen, die im Jahr 1745 zum Mitglied ernannt wurden. Insgesamt gab es sechs neu gewählte Mitglieder.

## Mitglieder
| Nr. | Name                               | Beiname        | Geboren       | Aufnahme | Gestorben    | Bild                                                                                               | Datenbank |
| --- | ---------------------------------- | -------------- | ------------- | -------- | ------------ | -------------------------------------------------------------------------------------------------- | --------- |
| 539 | Karl Friedrich Kaltschmied         | Protarchus II. | 21. Mai 1706  | 12. Jun. | 6. Nov. 1769 | Carl Friedrich Kaltschmied                                                                         | 4042      |
| 540 | Georg Christian Maternus de Cilano | Menander II.   | 18. Dez. 1696 | 20. Aug. | 9. Juli 1773 | Georg Christian Maternus de Cilano, mit dem Wappen seiner lombardischen Familie. Kupferstich, 1775 | 5558      |
| 541 | David Samuel Madai                 | Hermes V.      | 4. Jan. 1709  | 24. Aug. | 2. Juli 1780 | | 5494      |
| 542 | Johann Gottlob Krüger              | Faustinus III. | 15. Juli 1715 | 12. Sep. | 6. Okt. 1759 | Johann Gottlob Krüger                                                                              | 4774      |
| 543 | Johann Carl Wilhelm Moehsen        | Absyrtus II.   | 9. Mai 1722   | 12. Okt. |              | Johann Carl Wilhelm Moehsen (1771)                                                                 | 5690      |
| 544 | Job Baster                         | Eudoxus III.   | 2. Apr. 1711  | 18. Okt. |              | | 1781      |

## Hinweis zu den Lebensdaten
In der Liste sind zunächst die Lebensdaten gemäß Archiv der Leopoldina aufgenommen. Die Lebensdaten im Namensartikel können daher von den Lebensdaten in der Liste abweichen.